# Luigi Punzolo
Luigi Punzolo (* 24. Mai 1905 in Pozzuoli; † 27. Juli 1989) war katholischer Nuntius. 

## Leben
Luigi Punzolo empfing am 14. August 1927 das Sakrament der Priesterweihe. 
Er besuchte bis 1932 die Päpstliche Diplomatenakademie.
Am 6. Dezember 1954 wurde er durch Papst Pius XII. zum Titularerzbischof von Sebastea ernannt und zum Nuntius in Paraguay bestellt. Seine Bischofsweihe folgte am 16. Januar 1955. 1957 wechselte er als Nuntius von Paraguay nach Panama bis 1961. Danach diente er als Internuntius und Pronuntius in Syrien. Von 1967 bis 1975 war er Apostolischer Administrator des suburbikarischen Bistums Velletri.
1953 bekam er durch den Bundespräsidenten das Große Bundesverdienstkreuz verliehen.